# Donn Cambern
Donn Cambern (* 9. Oktober 1929 in Los Angeles; † 18. Januar 2023) war ein US-amerikanischer Filmeditor.

## Leben
Cambern hatte einen Abschluss als Bachelor of Arts in Musik von der UCLA. Er begann seine Karriere als Music Editor, insbesondere für Disney und für Fernsehserien wie The Dick Van Dyke Show, Tennisschläger und Kanonen, Gomer Pyle, U.S.M.C., die Andy Griffith Show und die TV-Serie über The Monkees. Die Produzenten der Monkees, Raybert Productions, finanzierten den Film Easy Rider, durch den Cambern als Schnittmeister bekannt wurde. Während der zwölf Wochen dauernden Dreharbeiten im Frühjahr 1968 wurde irgendwo zwischen Kalifornien und Louisiana belichtetes Filmmaterial zu Cambern geschickt, der die "Dailies" sichtete, telefonische Rückmeldung an Kameramann László Kovács gab, und die langen Fahraufnahmen provisorisch mit zeitgenössischer Musik unterlegte. Aus insgesamt 80 Stunden Film erstellte Dennis Hopper in monatelanger Arbeit eine vierstündige Rohversion, die dann in seiner Abwesenheit auf 95 Minuten verkürzt wurde. 
Eine beliebte Anekdote zu Camberns Arbeit ist der Film Die Hindenburg (1975), in welchem Cambern die Hindenburg fast 10 Minuten lang explodieren lässt, obwohl das reale Unglück nur 37 Sekunden dauerte.
Cambern war seit 1999 langjähriger Vorsitzender der Editors Guild, bis 2000 und seit 2002 Member of the Board of Governors of the Academy of Motion Picture Arts & Sciences (Editors Branch). Daneben unterrichtete er am AFI - American Film Institute Los Angeles und der ifs - internationale filmschule köln.
Er wurde 1984 zusammen mit Frank Morriss für seine Arbeit an Auf der Jagd nach dem grünen Diamanten für den Oscar nominiert. 2004 wurde er von den American Cinema Editors für sein Lebenswerk mit dem Career Achievement Award ausgezeichnet.

## Filmografie
- 1969: Easy Rider
- 1969: 2000 Years Later
- 1971: Drive, He Said
- 1973: Heirat ausgeschlossen (Blume in Love)
- 1973: Steelyard Blues
- 1975: Die Hindenburg (The Hindenburg)
- 1976: Alex and the Gipsy
- 1977: Jenseits von Mitternacht (The Other Side of Midnight)
- 1978: Nobody is Perfect (The End)
- 1978: Um Kopf und Kragen (Hooper)
- 1979: Flucht in die Zukunft (Time After Time)
- 1980: Willie & Phil
- 1981: Auf dem Highway ist die Hölle los (The Cannonball Run)
- 1981: Das ausgekochte Schlitzohr ist wieder auf Achse (Smokey and the Bandit II)
- 1981: Excalibur
- 1981: Ich brauche einen Erben (Paternity)
- 1982: Sturm (Tempest)
- 1983: Auf die Bäume Ihr Affen, der Urwald wird gefegt (Going Berserk)
- 1984: Auf der Jagd nach dem grünen Diamanten (Romancing The Stone)
- 1986: Jo Jo Dancer – Dein Leben ruft (Jo Jo Dancer, Your Life Is Calling)
- 1986: Sterben... und leben lassen (Big Trouble)
- 1987: Bigfoot und die Hendersons (Harry and the Hendersons)
- 1988: FBI Academy (Feds)
- 1988: Gar kein Sex mehr? (Casual Sex)
- 1988: Gefährliche Freundschaft (The Tender)
- 1988: Twins – Zwillinge (Twins)
- 1989: Ghostbusters II
- 1991: Der Mann ihrer Träume (The Butcher's Wife)
- 1991: Eyes of an Angel
- 1992: Bodyguard (The Bodyguard)
- 1993: Der Durchstarter (Rookie of the Year)
- 1994: Die Indianer von Cleveland II (Major League II)
- 1994: Kleine Giganten (Little Giants)
- 1996: Glimmer Man (The Glimmer Man)